# Aeropuerto de Cayo Corker
El Aeropuerto de Cayo Corker (Código IATA: CUK- Código OACI: MZCK), es un aeropuerto que da servicio a la isla de Cayo Corker, a 20 kilómetros de la costa de Belice. Después de que Maya Island Air y Tropic Air suspendieran el servicio a Cayo Corker en 2017 debido a las peligrosas condiciones de la pista, el aeropuerto se sometió a una renovación de $3,6 millones de dólares beliceños que incluyó pavimento de asfalto e iluminación de la pista.

## Aerolíneas y destinos

### Pasajeros
| Destinos por aerolínea                                    | Destinos por aerolínea                                                         |
| Aerolínea                                                 | Destinos                                                                       |
| --------------------------------------------------------- | ------------------------------------------------------------------------------ |
| Maya Island Air                                           | Ciudad de Belice-Internacional, Ciudad de Belice-Nacional, San Pedro           |
| Tropic Air                                                | Belmopán, Ciudad de Belice-Internacional, Ciudad de Belice-Nacional, San Pedro |
| Total: 4 destinos (nacionales), 2 aerolíneas (nacionales) |                                                                                |